# Arrondissement judiciaire de Tournai
Subdivisions
L'arrondissement judiciaire de Tournai était l'un des trois arrondissements judiciaires de la province de Hainaut en Belgique qui dépendaient du ressort de la Cour d'appel de Mons. Il fut formé le 18 juin 1869 lors de l'adoption de la loi sur l'organisation judiciaire et fait partie de l'arrondissement judiciaire du Hainaut depuis la fusion des arrondissements judiciaires de 2014.

## Subdivisions
L'arrondissement judiciaire de Tournai était divisé en 5 cantons judiciaires,. Il comprenait 19 communes, celles de l'arrondissement administratif d'Ath à l'exception de Brugelette et Chièvres, les deux communes de l'arrondissement administratif de Mouscron, une des huit communes de l'arrondissement administratif de Soignies et les communes de l'arrondissement administratif de Tournai.
Note : les chiffres et les lettres représentent ceux situés sur la carte.
1. Canton judiciaire de Ath-Lessines
      1. Ath
  2. Ellezelles
  3. Flobecq
  4. Frasnes-lez-Anvaing
  5. Lessines
2. Canton judiciaire de Mouscron–Comines-Warneton
      1. Comines-Warneton
  2. Mouscron
3. Canton judiciaire de Péruwelz–Leuze-en-Hainaut
      1. Belœil
  2. Bernissart
  3. Leuze-en-Hainaut
  4. Péruwelz
4. Canton judiciaire de Tournai zone 1
      1. Antoing
  2. Celles
  3. Mont-de-l'Enclus
  4. Partie de la ville de Tournai située sur la rive droite de l'Escaut
5. Canton judiciaire de Tournai zone 2
      1. Partie de la ville de Tournai située sur la rive gauche de l'Escaut
      
  2. Brunehaut
  3. Estaimpuis
  4. Pecq
  5. Rumes